# Centrale thermique W. H. Sammis
La centrale W. H. Sammis (nommée en l'honneur de Walter H. Sammis, président de la Ohio Edison Co. de 1944 à 1964) est une centrale thermique alimentée au charbon située dans l'État de l'Ohio aux États-Unis.